# Karl Hopf
Karl Hopf (Hamm, 19 febbraio 1832 – Wiesbaden, 23 agosto 1873) è stato uno storico e medievista tedesco, esperto sulla Grecia medievale, sull'impero bizantino e sui franchi.

## Carriera
Hopf si laureò presso l'Università di Bonn, dove conseguì il dottorato di ricerca, in particolare sulla storia medievale della Grecia. Lavorò successivamente come professore e bibliotecario presso l'Università di Greifswald e presso l'Università di Königsberg. Frequentò spesso archivi medievali italiani e greci per trovare fonti per le sue opere.

## Opere
Tra le sue opere, notevole fu la Storia della Grecia dall'inizio del Medioevo fino all'anno 1821. Fu considerata l'opera più importante sulla storia bizantina e sulla storia greca nel periodo 1863-1877.
Nella sua opera del 1870 Hopf si occupò delle migrazioni dei popoli romani. Secondo lui, dopo che sono venuti da Oriente, i romani sono stati prima concentrati nelle terre rumene. Per sfuggire alla schiavitù, andarono in Serbia, e l'imperatore serbo Stefan Dušan li disperse in tutti i Balcani, fino ad arrivare in Grecia.